# Köyliönjärvi
Le Köyliönjärvi (Lac Köyliö) est un lac à Köyliö en Finlande. 

## Histoire
La région a été habitée sans interruption depuis l'âge du fer. 
Selon la légende, Henri d'Uppsala a été assassiné sur la glace de ce lac au milieu du XIIe siècle. 
Le lac et ses environs sont classés comme paysage précieux à l'échelle nationale par le gouvernement de Finlande. 

## Géographie
Le lac se déverse principalement dans le Köyliönjoki. 
Le lac est situé entre deux moraines sableuses.
Au nord se trouvent les plaines de Koomankangas.
Au sud s'élèvent Huovinrinne et la crète de Säkylänharju.
Les rives du lac sont occupées par des champs et des prairies.
Au milieu du lac il reste des arêtes morainiques dont les pointes forment deux grandes îles.
Il y a cinq îles sur le lac dont la surface totale est de 146 ha et la longueur totale de rives de 9.7 km.
Les îles sont Kirkkosaari, Kaukosaari, Heinisaari, Kirkkokari et Härkikari et quelques îlots
la plus grande est Kirkkosaari de 3 km de longueur et 1 km de large.
Kaukosaari est longue de 760 m et large de 130 m.